# Наталія Валеєва
Наталія Валеєва  (італ. Natalia Valeeva, 15 листопада 1969) — лучниця, олімпійська медалістка.

## Виступи на Олімпіадах
| Олімпіада      | Дисципліна | Місце |
| -------------- | ---------- | ----- |
| Барселона 1992 | особисті   | 3     |
| Барселона 1992 | командні   | 3     |
| Атланта 1996   | особисті   | 12    |
| Сідней 2000    | особисті   | 7     |
| Сідней 2000    | командні   | 7     |
| Афіни 2004     | особисті   | 53    |
| Пекін 2008     | особисті   | 19    |
| Пекін 2008     | командні   | 5     |